# Paname (Litfiba)
Paname è una canzone della rockband italiana Litfiba. È l'unico brano, estratto dall'album in studio "Litfiba 3", ad essere stato pubblicato su singolo nel 1988. È stato diffuso sia in Italia che in Francia, ma con tracklist e titolo differenti (in Italia infatti il titolo del singolo è stato variato in X). Tale singolo venne inoltre venduto abbinato al numero di Ciao 2001 del 24 ottobre 1988. Paname è il soprannome informale di Parigi.

## Il titolo
Paname è il soprannome informale di Parigi. La classe operaia parigina nei primi del 900 chiamava Parigi "Paname", il nome deriva da un cappello di paglia chiamato appunto "paname" che a partire dall'esposizione mondiale della fine dell'800 fu presentato a Parigi e spopolò tra i ricchi borghesi. Così per contrappasso i clochard e i poveri in generale si misero a chiamare Parigi col nome del capello per sottolineare il dislivello sociale, la vanità e la corruzione della città.

## Il testo
La canzone fu scritta per i clochard, che Pelù chiama "corteo di maschere": inteso come le maschere delle loro facce sfigurate da anni di sofferenza. Quando nella canzone si dice "é Carnevale" s'intende il fatto che le loro facce siano sfigurate ma allo stesso tempo colorate, tanto da sembrare Carnevale; ma un Carnevale di persone che gridano "vendetta e guerra" ("et guerre", come detto per l'appunto nel brano).
Inoltre nel testo si dice: "grognards et grenadiers" ce l'hanno con me, cioè la polizia che si accanisce ingiustamente sui clochard. Ma la notte è del rivoluzionario che sogna la guerra come si menziona nel brano.
La parte del testo in francese trasmette cosa si dicono i clochard fra di loro e delle loro volontà. Invece la parte del testo in italiano parla delle sensazioni di Pelù mentre si aggirava per le strade della capitale francese, ma anche di alcune volontà dei clochard.

## Tracce

### Singolo Italiano (X)
Lato A
1. Paname - 4:57

Lato B
1. Resta - 2:55
2. Tziganata - 2:56

### Singolo Francese
Lato A
1. Paname - 4:57

Lato B
1. La Preda (Live) - 3:11

### Singolo promozionale Francese
Lato A
1. Paname (Version spécial radio ) - 3:50

## Formazione
- Piero Pelù - voce
- Ghigo Renzulli - chitarre
- Gianni Maroccolo - basso
- Antonio Aiazzi - tastiere
- Ringo de Palma - batteria

## Lato B
I brani utilizzati nel lato B del singolo furono:
- per l'Italia: Resta e Tziganata, rispettivamente tratti dagli album in studio 17 re e Desaparecido.
- per la Francia: la versione live di La preda (in versione originale è inclusa in Desaparecido), registrata il 12 maggio 1987 al Tenax di Firenze, concerto (solo in parte) inciso nell'album live 12-5-87 (aprite i vostri occhi)